# آلبرتا (آلاباما)
آلبرتا (به انگلیسی: Alberta) یک منطقهٔ مسکونی در ایالات متحده آمریکا است که در شهرستان ویلکاکس، آلاباما واقع شده‌است. آلبرتا ۷۸۴ نفر جمعیت دارد و ۵۳٫۹۵ متر بالاتر از سطح دریا قرار دارد.